# Helene Petersson
Eva Helene Petersson, ogift Francke, (i riksdagen Helene Petersson i Stockaryd) född 30 maj 1956 i Sävsjö församling i Jönköpings län, är en svensk politiker (socialdemokrat), som var ordinarie riksdagsledamot 2004–2018 (dessförinnan ersättare 2002–2004), invald för Jönköpings läns valkrets.
Hon var ledamot i konstitutionsutskottet 2002–2014 (även suppleant 2014–2018) och ledamot i justitieutskottet 2014–2018.
Hon är utbildad fritidspedagog och har arbetat som rektor för förskolan på Ljungskolan i Sävsjö. Petersson är även ledamot i kommunfullmäktige i Sävsjö kommun och distriktsordförande för Unga örnar i Jönköpings län. Hon är dessutom styrelseledamot i Förvaltningsstiftelsen för SR, SVT och UR.
Petersson är bosatt i Stockaryd i Sävsjö kommun.